# 亞濟科沃 (烏里揚諾夫斯克州)
亚济科沃（羅馬化：Yazykovo）是俄罗斯乌里扬诺夫斯克州的市级镇，为该州卡尔孙区仅次于行政中心的第二大聚居地。地处乌里扬诺夫斯克州北部，位于伏尔加河流域巴雷什河一支流乌连河（Урень）畔，在区行政中心卡尔孙东北、州府乌里扬诺夫斯克西方。连接州府乌里扬诺夫斯克与莫尔多瓦共和国首府萨兰斯克的R178公路经过该镇。
该地2022年人口有3,271人；2010年人口4,217；2002年人口4,961；1989年人口5,436。